# Libertador (Sucre)
Libertador is een gemeente in de Venezolaanse staat Sucre. De gemeente telt 9000 inwoners. De hoofdplaats is Tunapuy.